# Ԝ
Ԝ, ԝ – litera rozszerzonej cyrylicy. Wykorzystywana jest w alfabecie kurdyjskim, w którym oznacza dźwięk w. Litera ԝ używana jest także w niektórych wariantach alfabetu jagnobijskiego, w którym odpowiada dźwiękowi [β̞], [β] lub [u̯]: według Chromowa, ԝ ma wartość fonetyczną [β̞], natomiast według S. Winogradowej, w należy wymawiać jak [β], a po samogłosce na końcu słowa jak [u̯].

## Kodowanie
| Znak                   | Ԝ                          | Ԝ                          | ԝ                        | ԝ                        |
| ---------------------- | -------------------------- | -------------------------- | ------------------------ | ------------------------ |
| Nazwa w Unikodzie      | Cyrillic Capital Letter We | Cyrillic Capital Letter We | Cyrillic Small Letter We | Cyrillic Small Letter We |
| Kodowanie              | dziesiątkowo               | szesnastkowo               | dziesiątkowo             | szesnastkowo             |
| Unicode                | 1308                       | U+051C                     | 1309                     | U+051D                   |
| UTF-8                  | 212 156                    | d4 9c                      | 212 157                  | d4 9d                    |
| Odwołania znakowe SGML | &#1308;                    | &#x051C;                   | &#1309;                  | &#x051D;                 |